# Bota (tortura)

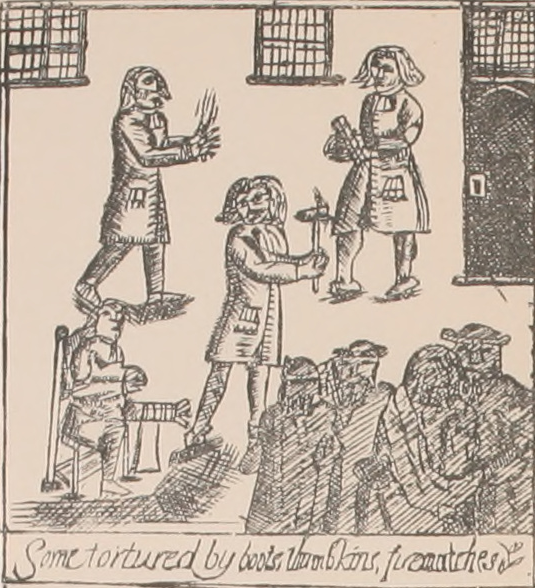
Las torturas utilizadas contra los Covenanters (botas, aprietapulgares y petardos) tabla 1 de 6.

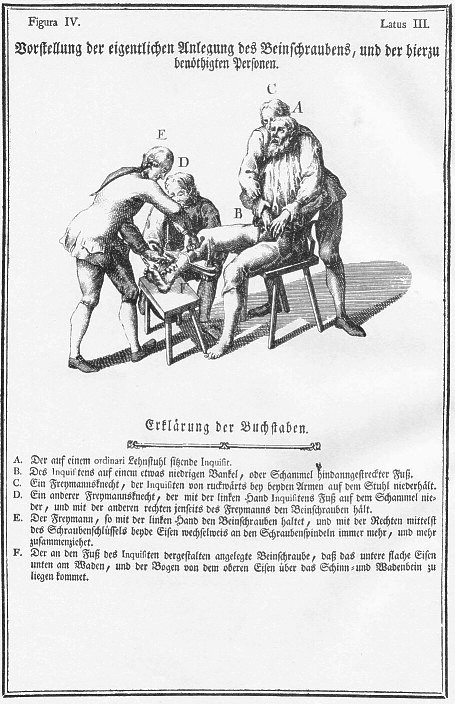
Tornillo de pierna. Enciclopedia Theresiana, 1768.

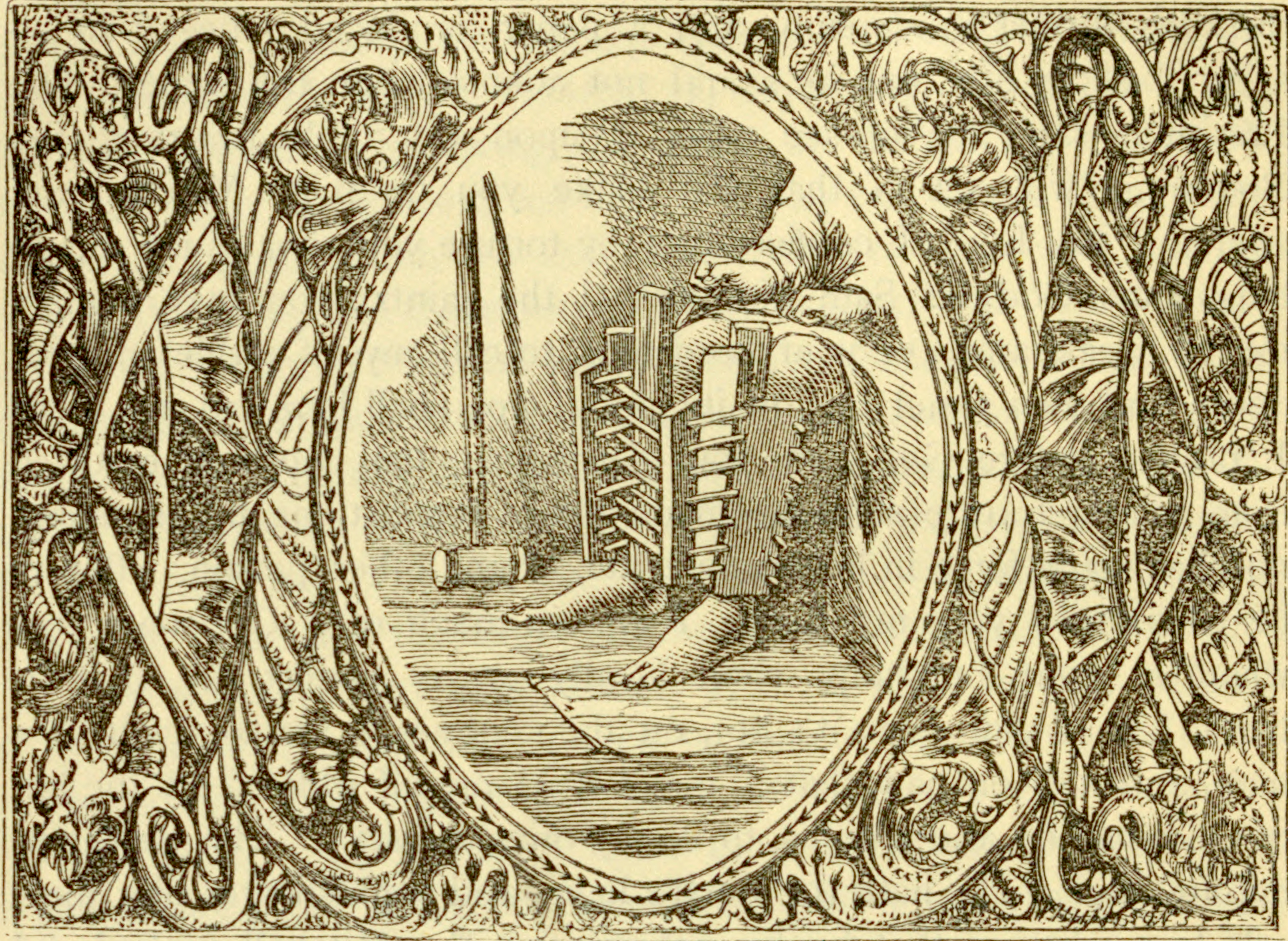
Las botas de James Mitchell, ilustración del Scots Worthies.

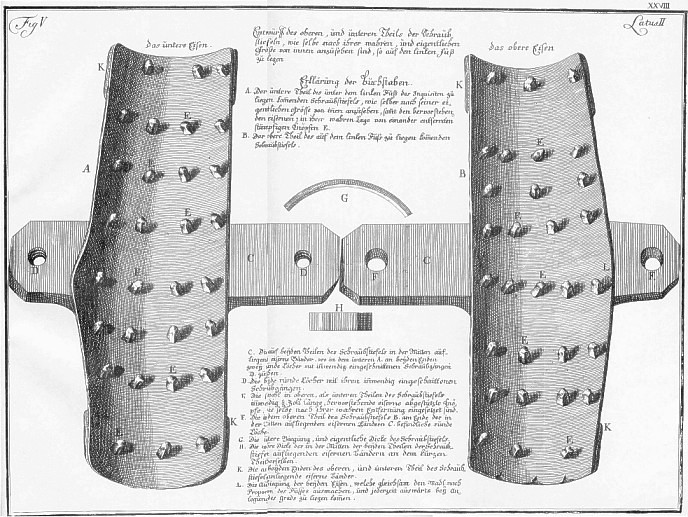
Enciclopedia Theresiana, beinschrauben o tornillo de pierna.

La bota es un término que se refiere a una familia de instrumentos de tortura e interrogatorio diseñados para causar lesiones por aplastamiento en el pie y/o pierna. La bota ha tomado muchas formas en varios lugares y épocas. Las variedades más comunes incluyen la bota española (a veces denominada "escarpines") y la bota malaya. Otro tipo estaba hecho de cuatro tablillas de madera estrechas clavadas juntas. Las tablas podían ser hechas a medida de la pierna de la víctima. Una vez la pierna era aprisionada entre ellas, las tablillas eran apretadas, creando presión. Esta se iba aumentando hasta que la víctima confesaba o perdía la consciencia. Las variantes más recientes incluían prensas de hierro —a veces armadas con púas internas— que aplastaban la pierna y planchas de metal puestas al rojo vivo. Se informa que John Spreul fue torturado con dos botas diferentes.

## Bota española
La bota española era una carcasa de hierro para la pierna y el pie. Cuñas de madera o hierro se martillaban entre la carcasa y la carne de la víctima. Un dispositivo similar, comúnmente denominado trituradora de espinillas, apretaba la pantorrilla hasta el talón, tachonada de púas, pinchos o protuberancias, hasta la fractura de la tibia y el peroné.
Primitivos precursores del arquetipo pueden ser encontrados desde la Alta Edad Media. Entonces en Escocia se empleaba el buskin, una pieza de cuero crudo en forma de bota en que se metía la pierna de la víctima, se empapaba con agua, y se ataba con cuerdas. A continuación se iba calentando sobre un fuego suave, contrayendo drásticamente el cuero sin curtir lo que apretaba el miembro hasta que los huesos se dislocaban, aunque no habría habido presión suficiente para aplastar los huesos. Una variante más progresiva, encontrada tanto en las Islas británicas como en Francia, constaba de un trío de tablas de madera verticales colocadas a los lados y entre las piernas, fundamentalmente idénticas a la tortura del pie china conocida como kia quen, y luego se ataban con cuerdas. Cuñas eran martilladas entre las tablas y la carne hasta dislocar y aplastar los huesos.
Los nativos americanos hicieron uso del kittee, una prensa de madera simple para aplastar los pies.
Un prototipo procedente de Autun (Francia), constaba de unas botas altas de cuero esponjoso, puestas sobre piernas y pies. Agua hirviendo era vertida sobre las botas, empapando el cuero y abrasando los miembros atrapados dentro. Finalmente, grandes botas de hierro o cobre (a menudo soldadas al suelo) recibían las piernas y pies del prisionero atado y amordazado en una silla. Las botas se llenaban lentamente con agua hirviendo o aceite, o incluso plomo fundido, para consumir piernas y pies. Una variante— que se aplicó en Londres al arzobispo irlandés Dermot O’Hurley (1530‑1584), por ejemplo— constaba de botas de metal ligero llenadas con agua fría que se iba calentando con un fuego debajo hasta que el reo confesara o el agua hirviera.

## Prensa de pie
Un instrumento similar, la prensa de pie, constaba de un par de planchas de hierro horizontales encima y debajo del pie que mediante un mecanismo de manivela, apretaba el miembro hasta aplastar los huesos. A pesar de que el tipo estándar incluía barras en la placa inferior para impedir que el pie sudoroso se escapara del agarre del instrumento, una variante más cruel de este dispositivo— típicamente encontrada en Núremberg, Alemania—tenía la plancha superior tachonada de cientos de pinchos. Una versión empleada en Venecia, a veces llamada tornillo de pie o rompedor de dedos, tenía el mecanismo de manivela conectado a un taladro que lentamente perforaba un agujero a través del centro del empeine mientras se apretaba la prensa. En el caso más extremo, la prensa era apretada hasta que las planchas se unían, triturando carne y hueso.
Las botas medievales fueron construidas según una amplia variedad. Una bota muy común consistía fundamentalmente en un par de tablas paralelas que entablillaban la pierna. Girando un tornillo las tablas se iban acercando, apretando la carne y causando agonía. Este es el tipo de bota habitualmente asociada con la tortura de Esmeralda en la novela de Victor Hugo Nuestra Señora de París. En sus versiones cinematográficas, Hollywood presentó botas exóticas, extrañas, con escasa exactitud histórica. La crueldad de la tortura podía ser aumentada incluyendo la colocación entre los dedos de tablillas de madera dura. Algunos instrumentos incluían extensiones diseñadas para aplastar el tobillo, la pantorrilla, o la rodilla además de su objetivo primario, el empeine. Los dedos a menudo sobresalían de la punta de la bota, facilitando infligir torturas suplementarias, como arrancar las uñas de los dedos con tenazas al rojo vivo o introducir barras al rojo vivo entre los dedos. Este tipo de bota, también llamada brodequin, parece haber sido el dispositivo de tortura más común en Francia. Una bota "alternativa" de diseño aerodinámico, cerraba el pie con una argolla de hierro, y aplastaba cada dedo entre barras de hierro. Los huesos de los dedos también eran habitualmente rotos con mazos, a veces rematados en púas de hierro.
En The Big Book of Pain, Donnelly y Diehl presentan una ingeniosa y sofisticada bota de tortura de hierro.